# جمعية المستشفيات الخاصة الأردنية
جمعية المستشفيات الخاصة الأردنية (PHA) هي منظمة غير ربحية تطوعية خاصة، أنشئت عام 1984 لتمثيل المستشفيات الخاصة في الأردن. تفتح باب عضويتها لجميع المستشفيات الأردنية الخاصة. تطبق (PHA) معايير الجودة والإرشادات العامة على أعضائها بهدف الارتقاء بسمعة الأردن في مجال الرعاية الصحية والحفاظ عليها. طبقت الجمعية مؤخرًا برنامج الاعتماد الوطني على جميع قطاعاتها الصحية . واليوم قد أكسبت المستشفيات الأردنية ذات التكنولوجيا المتطورة مثل المستشفى التخصصي والمركز العربي الطبي ومركز الخالدي الطبي التي تقدم رعاية صحية عالية المستوى بتكاليف أقل بكثير من مستشفيات أوروبا والولايات المتحدة، سمعة طيبة بسبب حثها على تحقيق أهدافها.

## الأهداف
وقد حرصت المنظمة على تحقيق هدفها الأساسي وهو جعل المستشفيات التابعة لها تنافس عالميًا على مستوى الخدمات التي تقدمها. ومع أخذ هذا الهدف بعين الاعتبار، تحاول المنظمة أن تجعل المستشفيات الأردنية رائدة في مجال الخدمات الصحية على المستوى العالمي.

## التاريخ
أُسست جمعية المستشفيات الخاصة عام ١٩٨٤، عند حاجة المستشفيات الخاصة لوجود واجهة متحدة وانتقاء مطالبها عند تقديمها للحكومة . ولضعف الجمعية عند بدءها وتكوّنها من ٨ أعضاء فقط، لم يكن لها وقع مباشر . أمّا في الآونة الأخيرة، وقد أصبحت المنظمة تضم ٤٨ عضو، ونالت إنجازاتها اعترافًا واسعًا لتحظى بالتأثير على العامة وذلك بقيادة رئيسها د.فوّاز الحاموري. 

### برنامج (SABEQ) الممول من (USAID)
برنامج الإنجاز المستدام لتوسيع الأعمال والجودة(SABEQ) الممول من الوكالة الأمريكية للتنمية الدولية (USAID)هو مبادرة تنمية اقتصادية واسعة مدتها ٥ سنوات تنفذها شركة بيرنج بوينت( BearingPoint) وفريق من الشركات الدولية و الأردنية الشريكة.
ومن خلال دعم البرنامج للتطور في مجال الأعمال ، بالإضافة إلى تقديم المساعدة لزيادة الإنتاجية في مشاريع الخدمات الطبية الأردنية ، فإنه يدعم الهدف الرئيس ممثلًا بتعزيز بناء القطاع الصحي الخاص بصفته عامل قوي وبارز
للنمو الاقتصادي .
وقع هذا البرنامج مذكرة تفاهم مع جمعية المستشفيات الخاصة عام ٢٠٠٧ تشرين الأول .
ومنذ انطلاق البرنامج ، تلقت الجمعية الدعم في أوجه عدة ومن أهمها في مجال المساعدة التقنية. وشرعت المنظمة بالمشاركة في المؤتمرات الدولية الطبية بشكل بارز وهذا في إطار السعي نحو أهدافها.
وكان الهدف من تمويل برنامج (SABEQ) هو تعزيز جودة الخدمات المقدمة ، وزيادة وصول أسواقها للعالمية ، زيادة أعداد المرضى الوافدين ، ولتطوير الكفاءات الطبية، وتدريب أعضاء وطاقم وطاقم الجمعية حسب المعايير الخاضعة للشهادات الدولية مثل معايير اللجنة المشتركة (JCI) .

## المستشفيات الأعضاء

### أعضاء مجلس الإدارة
- المستشفى التخصصي
- مستشفى الإسراء
- مستشفى ماركا الإسلامي
- المركز العربي الطبي
- مستشفى فلسطين
- مستشفى الحمايدة
- مستشفى قصر شبيب

### أعضاء آخرون
- مركز الحسين للسرطان
- مستشفى الأردن
- المستشفى الإسلامي
- مركز الخالدي الطبي
- مستشفى ابن الهيثم
- مستشفى العين
- مستشفى عمان الجراحي
- مستشفى الاستقلال
- مستشفى الشميساني
- مستشفى لوزميلا
- مستشفى الأمل
- مستشفى هبة
- مستشفى الحياة
- المركز التخصصي للخصوبة والوراثة
- مستشفى القدس
- مستشفى فيلادلفيا
- مستشفى الرشيد
- المستشفى الاستشاري
- المستشفى الأهلي
- مستشفى الحنان العام
- مستشفى عاقلة
- مستشفى البيادر
- المستشفى الإيطالي
- مستشفى الحكمة الحديث
- مستشفى الرازي الجديد
- مستشفى جبل الزيتون
- مستشفى النجاح
- مستشفى إربد التخصصي
- مستشفى القواسمية
- مستشفى ابن النفيس
- مستشفى إربد الأسلامي
- مستشفى راهبات الوردية
- مستشفى الصفاء التخصصي
- المستشفى الإسلامي
- مستشفى العقية الحديث
- مستشفى المحبة